# Jevi
Jevi est un village du Cameroun situé dans la commune d'Ako. Il est rattaché au département du Donga-Mantung, dans la région du Nord-Ouest.

## Géographie
Jevi est situé au sud de la commune d’Ako, à côté des villages d’Akwenko et Ande. Le village est au sud d’Ako. 

## Population
En 1970, le village comptait 984 habitants, principalement des Mbembe. 
Le Bureau central des recensements et des études de population (BCREP) a réalisé un recensement en 2005 qui a dénombré 2 234 habitants ; ce chiffre inclut 1 076 hommes et 1 158 femmes.

## Économie
Les villageois pratiquent plusieurs métiers dans les domaines de la pêche, l’exploitation forestière, l’artisanat, l’exploitation minière, l’agriculture, l’élevage bovin, l’apiculture, le commerce et la chasse. Les femmes sont présentes dans certains domaines notamment : l’artisanat, l’agriculture, l’élevage bovin, l’apiculture et le commerce.

### Marché
Il y a un marché à Tungande.

## Système éducatif
Le village comprend trois écoles primaires, la GS Jekwara, la GS Jevi et la GTC Jevi.   

## Accès à l’eau
Le village de Jevi est approvisionné en eau grâce à un château d’eau et un robinet public.   

## Accès à l’électricité
Le village n'a pas accès à l’électricité.

## Réseau routier
Une route relie Jevi au marché de Ntungande. Jevi et Mbande sont reliés par un sentier.   

## Développement du village
Le plan de développement comprend la construction d’un centre de soins à Jevi, la construction d’un nouveau système de captage en eau potable, l’installation de 6 robinets supplémentaires pour le village et le raccordement électrique de la zone depuis Kungi.  
Une maternelle, la G.N.S Jevi, ainsi qu’un établissement d’enseignement secondaire, le G.T.C Jevi, seront construits. De nouvelles classes seront créées pour les écoles primaires G.S Jekwara et G.S Jevi, et les écoles primaires seront raccordées en eau potable.   
Le plan prévoit aussi la construction d’un pont entre Mbande et Ako, la construction d’une route de 3 km entre Jevi et Mbande, le développement d’une salle culturelle et d’un marché. Un programme de sensibilisation à la protection de la nature et de l’environnement sera implémenté.  